# Comuna Mojarî, Ovruci
Mojarî (în ucraineană Можарівська сільська рада) este o comună în raionul Ovruci, regiunea Jîtomîr, Ucraina, formată din satele Cervonosilka, Mojarî (reședința) și Verpa.

## Demografie
Componența lingvistică a comunei Mojarî
     Ucraineană (98,97%)
     Alte limbi (1,03%)
Conform recensământului din 2001, majoritatea populației comunei Mojarî era vorbitoare de ucraineană (98,97%), existând în minoritate și vorbitori de alte limbi.